# Dyscinetus gagates
Dyscinetus gagates är en skalbaggsart som beskrevs av Hermann Burmeister 1847. Dyscinetus gagates ingår i släktet Dyscinetus och familjen Dynastidae. Inga underarter finns listade i Catalogue of Life.